# Helen Maroulis
Helen Maroulis (født 19. september 1991) er en amerikansk bryder, der konkurrerer i fristil.
Hun repræsenterede USA ved sommer-OL 2016 i Rio de Janeiro, hvor hun vandt guld i 53 kg.
Under sommer-OL 2020 i Tokyo, som blev afholdt i 2021, tog hun bronze.